# Yannis Kokkos
Yannis Kokkos (Atene, 11 aprile 1944) è uno scenografo francese.
Trasferitosi in Francia nel 1963, fu scenografo di fiducia di Antoine Vitez e Jacques Lassalle. Nel 1987 iniziò l'attività come regista teatrale, dirigendo poi nel 1992 Elettra.
In seguito fu sia scenografo sia regista sia costumista; di questa fase si ricordano Re Ruggero (2005), Tristano e Isotta (2006), Medea (2007) ed Edipo a Colono (2018).